# ReadyBoost
ReadyBoost là một phương thức cache đĩa lần đầu tiên được ứng dụng trên hệ điều hành Windows Vista, nhằm giúp hệ thống máy tính đang chạy Windows Vista xử lý được nhanh và tốt hơn. Cache đĩa (disk caching) là chế độ dành riêng một khoản dung lượng ấn định sẵn trên đĩa cho mục đích sử dụng nào đó, chứ không áp dụng cho page file và thư viện hệ thống(.dll).
Phương thức này tận dụng bộ nhớ flash (bộ nhớ flash) trên một ổ đĩa USB 2.0, SD card, CompactFlash, hay dạng flash memory khác nhằm tăng tốc khả năng đọc đĩa ngẫu nhiên nhanh hơn 80-100 lần ổ đĩa cứng truyền thống.
Các thiết bị tương thích và yêu cầu chung để sử dụng được ReadyBoot:
- Thiết bị lưu trữ rời phải có dung lượng trên 256 MB (trên 250 MB sau khi định dạng) và còn trống trên 235MB.
- Với những thiết bị có dung lượng lớn hơn 4GB thì chỉ sử dụng tối đa 4GB cho ReadyBoot.
- Thiết bị nên có thời gian truy xuất 1ms hoặc thấp hơn.
- Hỗ trợ định dạng NTFS, FAT, FAT32.
- ReadyBoot chỉ hỗ trợ trên một thiết bị duy nhất.
- Khuyến cáo dung lượng bộ nhớ sử dụng cho Windows ReadyBoot bằng 1/3 số lượng bộ nhớ chính (RAM) trên máy của bạn.